# نيمو (متحف)

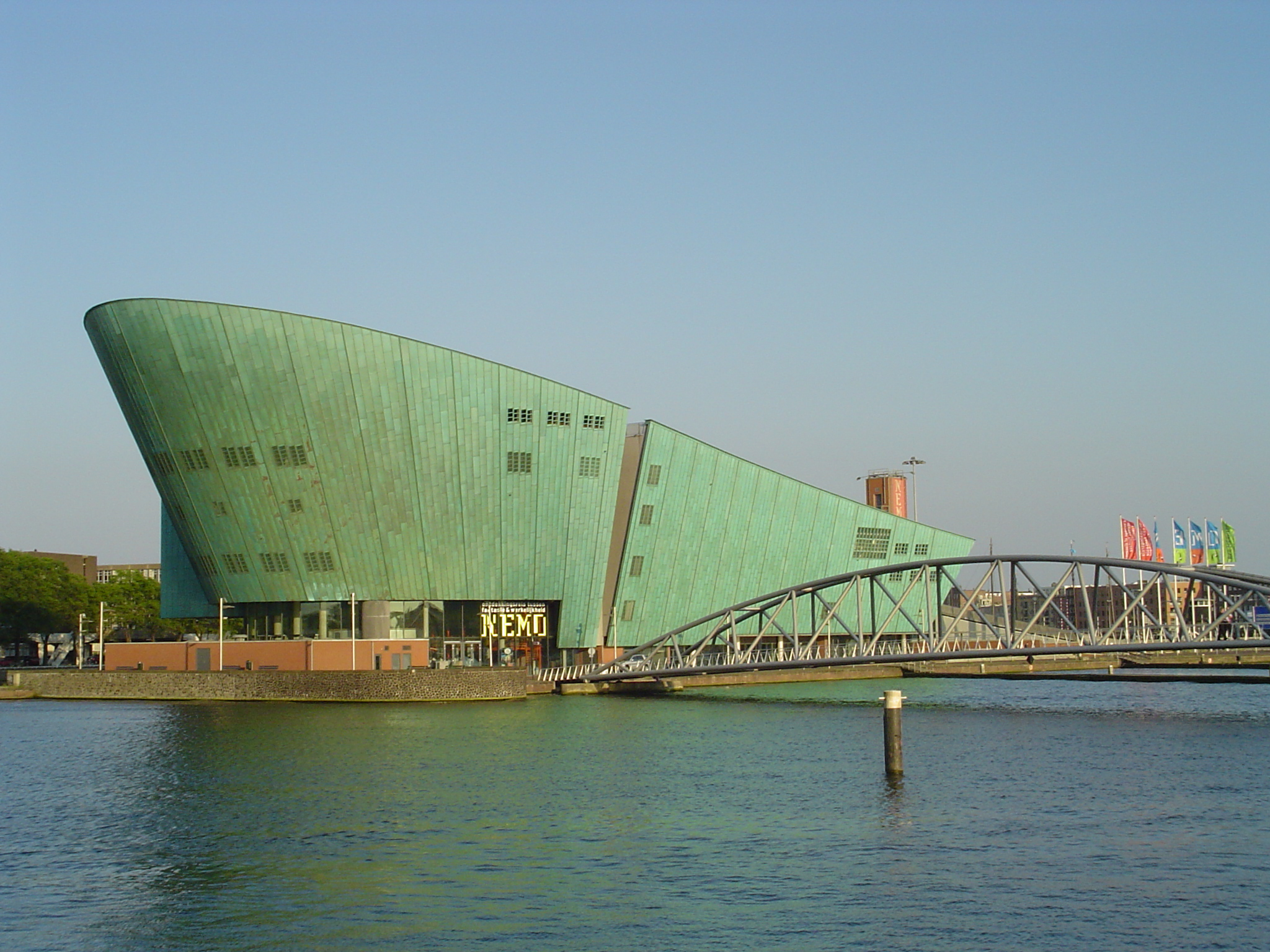
متحف نيمو في أمستردام

نيمو أو المركز الوطني للعلوم والتكنلوجيا (بالإنجليزية: National Center for Science and Technology أو اختصارا: NEMO) ، هو أكبر مركز علمي في هولندا. يقع في مدينة أمستردام بالقرب من محطة أمستردام المركزية. وهو من تصميم المعماري رينزو بيانو الذي استوحى شكل المشروع من شكل اليخوت والقوارب، ومن شكل الحمض النووي (DNA) في تصميمه للمساقط الأفقية بالمشروع، تم انجازه في عام 1997 . ويحوي خمس طوابق .

## وصلات خارجية
- الموقع الرسمي
- رينزو بيانو يبني عالماً أثيرياً خارج التاريخ
- نيمو، أمستردام